# Порту-Діжітал
Порту-Діжітал (порт. Porto Digital) — технологічний парк в районі Ресіфі міста Ресіфі, що спеціалізується на виробництві програмного забезпечення. Парк було засновано в 2000 році з інвестиціями близько 55 млн. реалів.
Парк займає площу близько 100 га, тут працює 120 підприємств. Серед них філії таких іноземних компаній як Motorola, Borland, Oracle, Sun, Nokia, IBM і Microsoft. У парку зайнято близько 4000 працівників, він приносить близько 1% ВВП штату Пернамбуку. Також тут діють публічна бібліотека та освітній центр.